# Maríe Julie Jahenny
Maríe Julie Jahenny (ur. 12 lutego 1850 w Coyault, niedaleko Blain, zm. 4 marca 1941) – francuska zakonnica, mistyczka i stygmatyczka.
Urodziła się w wielodzietnej rodzinie chłopskiej. Wstąpiła do Trzeciego Zakonu świętego Franciszka. Była świadkiem niepotwierdzonych przez Kościół objawień Matki Bożej i Jezusa, którzy mieli przekazać jej informacje na temat końca świata, kar za grzechy ludzi oraz nadejścia antychrysta. Od dwudziestego trzeciego roku życia, aż do śmierci nosiła stygmaty. Według zeznań świadków doświadczała ataków sił nadprzyrodzonych, miała dar proroctwa i czynienia cudów. Przez pięć lat, od 28 grudnia 1875 jej jedynym pokarmem miała być Komunia Święta. Na wniosek biskupa Nantes, Monsignora Fourniera, Maríe Julie została zbadana przez doktor medycyny Imbert-Gourbeyre, profesor
na Wydziale Lekarskim w Clermont-Ferrand.